# ويزلي ووكر
ويزلي ووكر (بالإنجليزية: Wesley Walker)‏ هو لاعب كرة قدم أمريكية أمريكي، ولد في 26 مايو 1955 في سان بيرناردينو في الولايات المتحدة.

## وصلات خارجية
- ويزلي ووكر على موقع مرجع كرة القدم المحترفة.كوم (الإنجليزية)